# Gmina Vaggeryd
Gmina Vaggeryd (szw. Vaggeryds kommun) – gmina w Szwecji, w regionie Jönköping, siedzibami jej władz są Vaggeryd i Skillingaryd.
Pod względem zaludnienia Vaggeryd jest 178. gminą w Szwecji. Zamieszkuje ją 12 660 osób, z czego 49,98% to kobiety (6328) i 50,02% to mężczyźni (6332). W gminie zameldowanych jest 471 cudzoziemców. Na każdy kilometr kwadratowy przypada 15,25 mieszkańca. Pod względem wielkości gmina zajmuje 123. miejsce.